# Kamwenge
Kamwenge is de hoofdplaats van het district Kamwenge in het westen van Oeganda.
Kamwenge telde in 2002 bij de volkstelling 13.838 inwoners.